# Valeria Bystritskaya
Valeria Bystritskaya (Mosca, 20 luglio 1986) è una modella tedesca, incoronata Miss Universo Germania 2011 a Berlino il 9 luglio 2011.

## Biografia
Nata a Mosca, in Russia, giunse in Germania a sette anni. La sua altezza è di 1,76 m (5 piedi e 9 pollici). I suoi occhi sono color nocciola e i capelli marrone scuro. Valeria Bystritskaya è stata la rappresentante ufficiale della Germania per Miss Universo 2011, che si è tenuto a San Paolo, Brasile il 12 settembre 2011. Oggi vive a Karlsruhe, in Germania.